# Aristobule de Panéas
Pour les articles homonymes, voir Aristobule.
Compléments
auteur de Exégèse de la Loi de Moïse
Aristobule est un chroniqueur et philosophe juif qui vivait à Alexandrie sous le règne de Ptolémée Philométor, vers 160 av. J.-C. Philosophe juif s'inspirant de Platon, il a essayé de concilier la tradition juive et la pensée grecque. Il est l'auteur d'une exégèse de la Torah.  Selon Clément d'Alexandrie, il appartient à l'école péripatéticienne.

## Biographie
On a cru Aristobule originaire de la ville de Panéas, aujourd'hui Baniyas (Golan), à cause d'une erreur dans la traduction latine de l'Histoire ecclésiastique par Rufin d'Aquilée. Quelle que soit son origine il est probable qu'il ait vécu à Alexandrie.
Il a écrit, vers 150-125, à l'usage des païens, une Exégèse de la Loi de Moïse (en grec ancien, Ἐξηγήσεις τῆς Μωυσέως γραφῆς). De cette œuvre il reste deux fragments principaux, préservés littéralement par Eusèbe de Césarée (Préparation évangélique VIII. 10 et XIII. 12) et cités aussi par Clément d'Alexandrie, ainsi que des mentions sans citation.  
Il y affirme que les auteurs grecs, en particulier Homère, se sont inspirés de la Bible hébraïque, et montre que Moïse est le premier sage, celui que tous les autres, d'Homère à Aristote, ont copié. Il est ainsi le premier représentant de la théorie dite du « larcin des Grecs ».  Il postule, pour expliquer ce « larcin », que déjà Pythagore et Platon possédaient une traduction au moins partielle de la Bible juive antérieure à la Septante dont ils se seraient inspirés discrètement. La thèse d'Aristobule est certainement chimérique, bien qu'un papyrus d'Oxyrhynque suggère que la scène du jugement de Salomon était connue en Grèce avant la mort de Platon. On n'a aucune trace de traductions, même partielles, qui auraient précédé la Septante.

## Sources
- Article « Aristobulus of Paneas » in Jewish Encyclopedia, 1906
- Article « Aristobulus of Paneas » in Encyclopaedia Judaica, 2007